# Älghult
Älghult – miejscowość (tätort) w Szwecji, w regionie administracyjnym (län) Kronoberg, w gminie Uppvidinge.
Według danych Szwedzkiego Urzędu Statystycznego liczba ludności wyniosła: 497 (31 grudnia 2015), 474 (31 grudnia 2018) i 460 (31 grudnia 2019).